# Mesene paraena
Mesene paraena är en fjärilsart som beskrevs av Bates 1868. Mesene paraena ingår i släktet Mesene och familjen Riodinidae. Inga underarter finns listade i Catalogue of Life.